# Zwergen-Bund
Der Zwergen-Bund ist ein Medizinbund der Irokesen-Indianer.
Die Riten des Zwergen-Bundes gehören der Religion des little folk an, dessen guten Willen alle Indianer suchen. Die Zwerge gelten als sehr mächtig. Sie verlangen uneingeschränkte Aufmerksamkeit. Andernfalls werden diejenigen, die sie ablehnen, bestraft. Die Gesellschaft singt für alle übernatürlichen Wesen und magischen Tiere, die da sind, in der Reihenfolge ihrer Wichtigkeit: Die Elfen oder Zwerge, die Große Gehörnte Schlange, der Blaue Panther und der in die Luft fliegende Zaunkönig. Andere magische Tiere, die in der Hierarchie auf derselben Stufe stehen, sind der Weiße Biber, die Maiswanze, der Scharfbeiner, die Kleine Trockene Hand, der Geisterwind und der Große Nackte Bär.
Ein Ritual dieser Gesellschaft enthält 102 Lieder, aufgeteilt in vier Sektionen. Es trägt den Namen Dunkler Tanz. Alle Lieder werden in der Dunkelheit gesungen. Es wird geglaubt, dass die geistigen Mitglieder der Gesellschaft kommen und die Singenden begleiten. Dies sollte später einmal hörbar sein. Die Wassertrommel und die Hornrassel werden in dieser Zeremonie verwendet. Es gibt auch einen kurzen Tanz. Die Dunkle Zeremonie ist dazu da, gewisse Geister zu besänftigen. Treffen können auch abgehalten werden, wenn ein Mitglied oder aber auch Außenstehende durch irgendwelche Zeichen oder Geräusche belästigt werden.